# Operationelles Tideelbe-Modell
Das auch als OPTEL abgekürzte Operationelle Tideelbe-Modell dient den Wasserstandsvorhersagen in der Unterelbe und der 3-D-Darstellung des Meeresbodens.
Das OPTEL-Projekt zur 3-D-Darstellung der Elbemündung wurde 2008 begonnen, wird zurzeit unter Federführung des Bundesamtes für Seeschifffahrt und Hydrographie (BSH) erprobt und soll 2011 abgeschlossen werden. Beteiligt sind außer dem BSH der Deutsche Wetterdienst, die Hamburg Port Authority (HPA) und die Bundesanstalt für Wasserbau. Zur Unterstützung der Vermessungsarbeiten und besonders zur Erstellung von Unterwasseraufnahmen des Meeresbodens wurden ferngesteuerte Unterwasserfahrzeuge (ROV) beschafft und eingesetzt. Mit den vom Mutterschiff ferngesteuerten als Remotely Operated Vehicle (ROV) bezeichneten Unterwasserfahrzeugen  konnten risikoreiche Arbeiten für Taucher vermieden werden.